# 寶池公園
寶池公園是位在日本京都府京都市左京區的公園。公園範圍以寶池為中心，和國立京都國際會館、京都格蘭王子大飯店鄰接。

## 概要
寶池（宝が池）是在江戶時代因農業用途而被開發出來的人工湖。為了當作市民休憩的場所而建立了寶池公園。主要由向比叡山和國立京都會館借景的自然步道和可以划船的主體部分、越過山丘之後在京都市營地下鐵松崎車站一側的運動公園以及擁有兒童遊樂設施的「兒童樂園（こどもの楽園）」、連結主體部分和兒童樂園的「休憩之森（いこいの森）」所構成。
寶池公園被設計成在四季都是賞花的勝地，尤其在春天時非常熱鬧。而且擁有賞鳥的設施，洋溢著無法想像是在京都市內的自然氣息，與京都御苑並稱京都市區的兩大綠肺。另外，池的四周圍的人行道是附近市立中小學例行舉辦馬拉松大會的地點，慢跑的人也不在少數。
兒童樂園的前身是於1949年開設的京都競輪場（寶池競輪場），在隨著競輪場的廢止而被改建成現在的樣子。競輪觀戰用的觀眾席一直殘存到2006年，但由於年久失修破損嚴重而遭到拆除。

## 設施
- 寶池公園運動設施球技場 - 京都市左京區松崎西池之内町

因舉辦關西的大學之間橄欖球等運動的校際比賽而聞名。
- 寶池兒童樂園（宝ヶ池こどもの楽園） - 京都市左京區上高野流田町

在1949年時被開設為京都市營競輪場，但因當時的京都市議會對於市政府經營賭博設施頗有爭議而於1958年關閉，被整建成禁止中學生以上的遊客（監護人除外）進入的兒童專用公園。園內直到最近都殘留有競輪場時代的部分場內觀眾席，但因為年久失修而遭到拆除。
- 休憩之森（いこいの森） - 京都市左京區岩倉大鷺町

有平安騎馬隊所屬的馬廄。全天開放。

## 交通
- 休憩之森 - 市營地下鐵烏丸線國際會館車站（5號出口）出站即到

- 兒童樂園 - 在叡山電鐵寶池車站下車、或從京都市營巴士（5、31、65路）、京都巴士（10、16、17、18、21、23、41、43路）「寶池」公車站徒步3分鐘

- 運動施設球技場 - 從市營地下鐵烏丸線松崎車站（1號出口）徒步5分鐘

## 外部連結
- 寶池公園 （页面存档备份，存于）（京都市情報館 - 京都市官方網站）（日語）